# Morton Grove (Illinois)
Morton Grove è un comune degli Stati Uniti d'America, situato in Illinois, nella contea di Cook.